# Liviu Pop
Liviu Pop, né le 10 mai 1974, est un homme politique roumain, membre du Parti social-démocrate (PSD).
De décembre 2014 à novembre 2015 il est ministre délégué chargé du Dialogue social dans le gouvernement Ponta IV.